# Faithful Unto Death
Faithful Unto Death è un cortometraggio muto del 1912. Il nome del regista non viene riportato nei credit del film.

## Produzione
Il film fu prodotto dalla Vitagraph Company of America.

## Distribuzione
Distribuito dalla General Film Company, il film - un cortometraggio in una bobina - uscì nelle sale cinematografiche statunitensi il 25 ottobre 1912, mentre nel Regno Unito fu distribuito il 6 febbraio 1913.